# Немцы в Казахстане

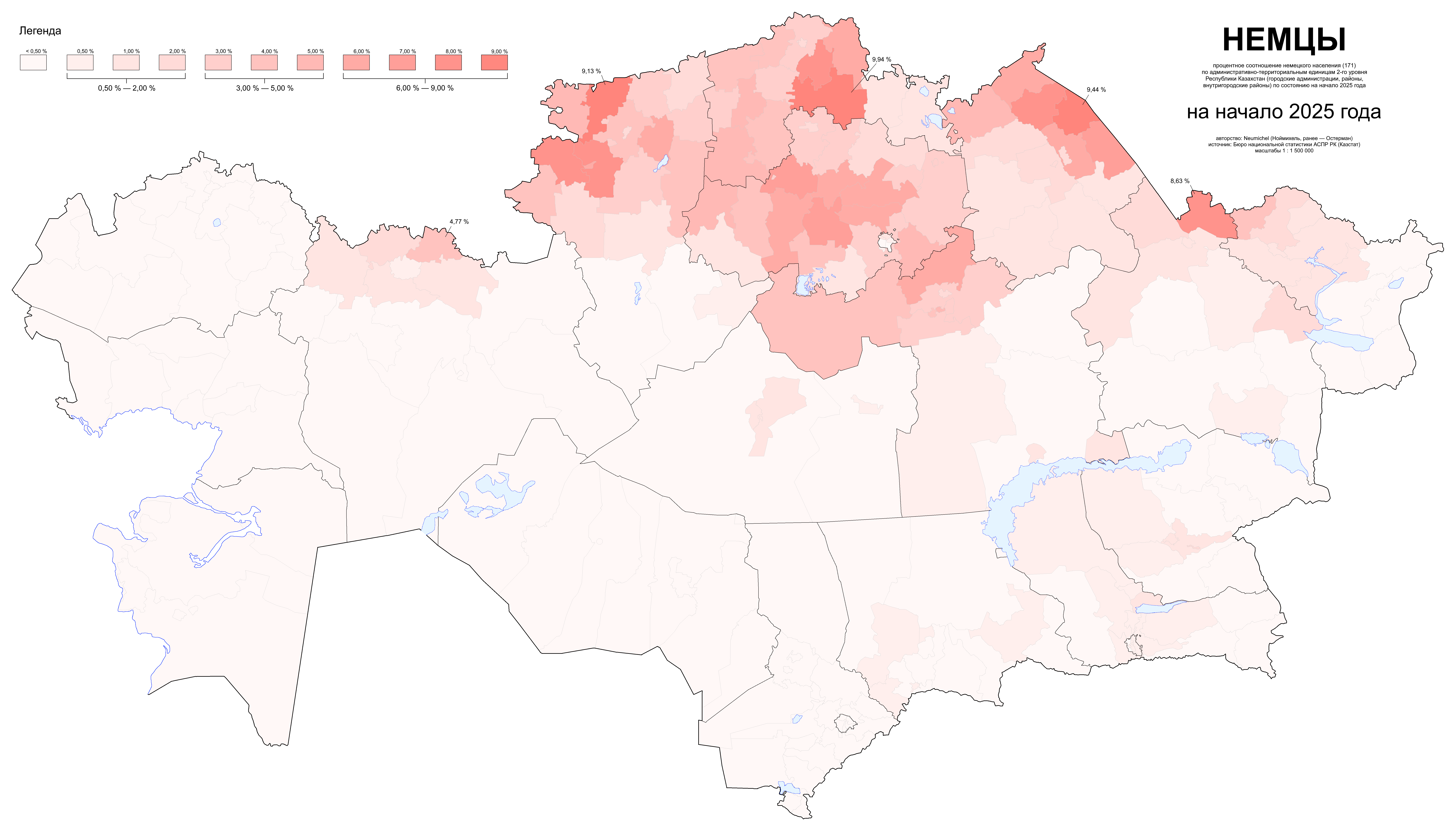
Расселение немцев в Казахстане по административно-территориальным единицам 2-го уровня, оценка на начало 2025 г.

Не́мцы Казахста́на, или казахста́нские не́мцы (каз. Қазақстан немістері, нем. Kasachstandeutsche) — одна из многочисленных этнических групп Казахстана, сформировавшаяся, главным образом, в течение нескольких исторических периодов. Согласно результатам Национальной переписи населения 2021 года, на территории страны проживало 226 092 немцев (1,2 % населения страны), по переписи 2009 года — 178 409 чел. (1,1 %). Значительное количество немцев сосредоточено в северных, восточных и центральных регионах страны; лингвистически русифицированы. Абсолютное большинство — православные.
В пределы современного Казахстана немцы начали проникать после начала процесса присоединения казахских земель в состав Российской империи в 30-е годы XVIII века. Однако имеются источники, повествующие о присутствии немцев на территории республики ещё в средневековье. Собственно формирование немецкой диаспоры в Казахстане было достигнуто посредством активных миграционных действий немецкого крестьянского населения из их материнских колоний в Поволжье, Причерноморье, Кавказе и других местах, обусловленное, прежде, сложившейся острой социально-экономической ситуацией к концу XIX века. К началу Первой мировой войны на территории страны проживало уже около 63 тыс. немцев:15 и было основано, как минимум, 150 немецких населённых пунктов. В последующем, немецкое население подверглось определённым репрессивным мероприятиям антинемецкой кампании, одним из проявлений которых явилось распространение т. н. «ликвидационных законов». В годы гражданской войны и коллективизации особо участилось эмиграционное движение среди немецкого населения (в частности, немцы-меннониты начали переселяться в США и Канаду), о чём свидетельствуют результаты переписи населения 1926 года, когда их численность составила 51 тыс. чел. Дальнейшая стабилизация ситуации внутри новообразованного советского государства способствовала относительному улучшению положения немцев, и к преддверию Второй мировой войны их численность составляла порядка 92 тыс. чел. При этом дополнительно на увеличение их численности повлияло переселение польских и немецких хозяйств из западных областей УССР в 1936 году. Начало Великой Отечественной войны предрасположило судьбу не только немцев Казахстана, но и всего Советского Союза — 28 августа 1941 года, Указом Президиума Верховного Совета  № 21/160 «О переселении немцев, проживающих в районах Поволжья», на основе того, что среди немецкого населения, проживающего в районах Поволжья имелись тысячи диверсантов и шпионов, в его отношении была произведена соответствующая карательная мера в виде принудительного выселения — депортации в изобилующие пахотной землей районы Новосибирской и Омской областей, Алтайского края, Казахстана. Впоследствии, постановлениями ГКО СССР № 1123сс от 10 января 1942 года и №1281сс от 14 февраля 1942 года всё дееспособное немецкое население в возрасте от 17 до 50 лет было призвано для исполнения трудовой повинности — в трудармии. Таким образом, по состоянию на 1 сентября 1949 года немцев-спецпоселенцев в Казахской ССР находилось 417 478 чел. Последующие годы характеризовались относительной реабилитацией немецкого населения: в 1955 году они были освобождены из спецпоселений, в 1964 году — восстановлены в политических правах, а в 1970-х годах даже предпринимались попытки создания немецкой автономии в Казахстане. Незадолго к распаду Советского Союза, по переписи населения 1989 года немцы являлись третьим по численности народом в республике, располагая численностью около миллиона человек. После обретения независимости Казахстаном большая их часть репатриировалась в историческую родину — в Германию.
С октября 1992 года в стране действует Ассоциация общественных объединений немцев Казахстана «Возрождение» (АООНК «Возрождение»), уполномоченная обеспечивать этническое самосохранение и развивать национальную культуру, родной язык немецкого населения. 25 августа 1994 года в г. Алматы при поддержке правительства Германии был организован Немецкий дом — общественный центр по организации и осуществлению мер помощи этническим немцам.

## История

### Средневековье
Сведения о присутствии немцев на территории Казахстана датированы второй половиной XIII века. В своём сочинении «Путешествие в восточные страны» (лат. Itinerarium fratris Willielmi de Rubruquis de ordine fratrum Minorum, Galli, Anno gratiae 1253 ad partes Orientales) францисканский монах, фламандец Гильом де Рубрук, отправившийся по поручению французского короля Людовика IX Святого ко двору монгольскому хану Мункэ в Каракорум (1253—1255 гг.), повествует историю немцев в окрестностях города Талас (современный Тараз):125—126:
Я спросил также о городе Талас, в котором были Немцы, рабы Бури, про которых говорил брат Андрей [Лонжюмо] и про которых я также много спрашивал при дворе Сартаха и Бату. Я не мог узнать ничего, кроме того, что Бури, господин их, был убит по такому случаю: он не имел хороших пастбищ и однажды, когда был пьян, стал так рассуждать со своими людьми: "Разве я не из рода Чингис-хана, как Бату (а он был племянником или братом Бату)? Почему и мне, как Бату, не идти на берег Этилии, чтобы там пасти стада?" Эти слова были доложены Бату. Тогда Бату написал его людям, чтобы они привели к нему господина их связанным, что те и сделали. Тогда Бату спросил у него, говорил ли он подобные речи, и тот сознался. Однако он извинился тем, что был пьян, так как они обычно прощают пьяных. И Бату ответил: "Как ты смел называть меня в своем опьянении?" И затем приказал отрубить ему голову. Об этих Немцах я не мог узнать ничего вплоть до приезда ко двору Мангу-хана, а в вышеназванном поселке я узнал, что Талас был сзади нас возле гор, на шесть дней пути. Когда я прибыл ко двору Мангу-хана, то узнал, что сам Мангу перевел их, с позволения Бату, к востоку на расстояние месяца пути от Таласа, в некий город, по имени Болат, где они копают золото и делают оружие; поэтому я не мог попасть в их страну в оба мои проезда, туда и обратно.

### В царское время
По мере развития территориальной экспансии России на юго-восток в начале XVIII века, в Казахстан начали проникать мелкие группы немцев, абсолютное большинство которых принадлежало к остзейскому дворянству (от нем. Ostsee — балтийское море) и выполняло военно-административные функции. Параллельно свою деятельность осуществляли выходцы из немецкоязычных государств, прибывавших на русской службе.
22 мая 1714 года русский царь Пётр I мотивированный словами сибирского губернатора князя Матвея Гагарина про  наличие «песочного» золота в регионах Амударьи и Яркенда, подписывает соответствующие указы «О завладении городом Еркетом и о искании золотого песку по реке Дарье», «О песочном золоте в Бухарии, о чиненных для этого отправлениях, и о строении крепостей при реке Иртыше, которым имена: Омская, Железенская, Ямышевская, Семипалатная, Усть-Каменогорская» назначает подполковника И. Д. Бухгольца (нем. Buchholz, «Бухольцев», «Бухолцов») руководителем предстоящей экспедиции. В тексте указа подполковнику поручалось ехать в Тобольск, взять там от 1500 до 2000 человек и двигаться вверх по Иртышу дабы завладеть городом Яркендом. После завершения всех приготовлений в июле 1715 года, отряд под руководством И. Д. Бухгольца в составе 2 797 человек выступил в поход. В октябре 1715 года отряд достиг озеро Ямышево и заложил крепость (ныне — село Ямышево). Тем не менее И. Д. Бухгольцу впоследствии не удалось достигнуть первоначально поставленных целей в виду вмешательства джунгар из-за опасений относительно целей и характера экспедиции. В феврале 1716 года десятитысячное войско Цэвэн-Дондуба, двоюродный брат хунтайджи Цеван-Рабдана, осадило Ямышевскую крепость, а после безрезультативных попыток урегулировать сложившуюся ситуацию дипломатическим путём, 28 апреля отряд, понеся потери, оставил крепость и поплыл обратно по Иртышу. Дойдя до устья реки Омь в мае 1716 года, И. Д. Бухгольц основал Омскую крепость, и вскоре отбыл в Санкт-Петербург для разъяснений причин неудач экспедиции перед Сенатом. Несмотря на неудачный результат похода, писатель В. Е. Рудаков отмечает значимость формирования первых крепостей по реке Иртыш отрядом И. Д. Бухгольца.

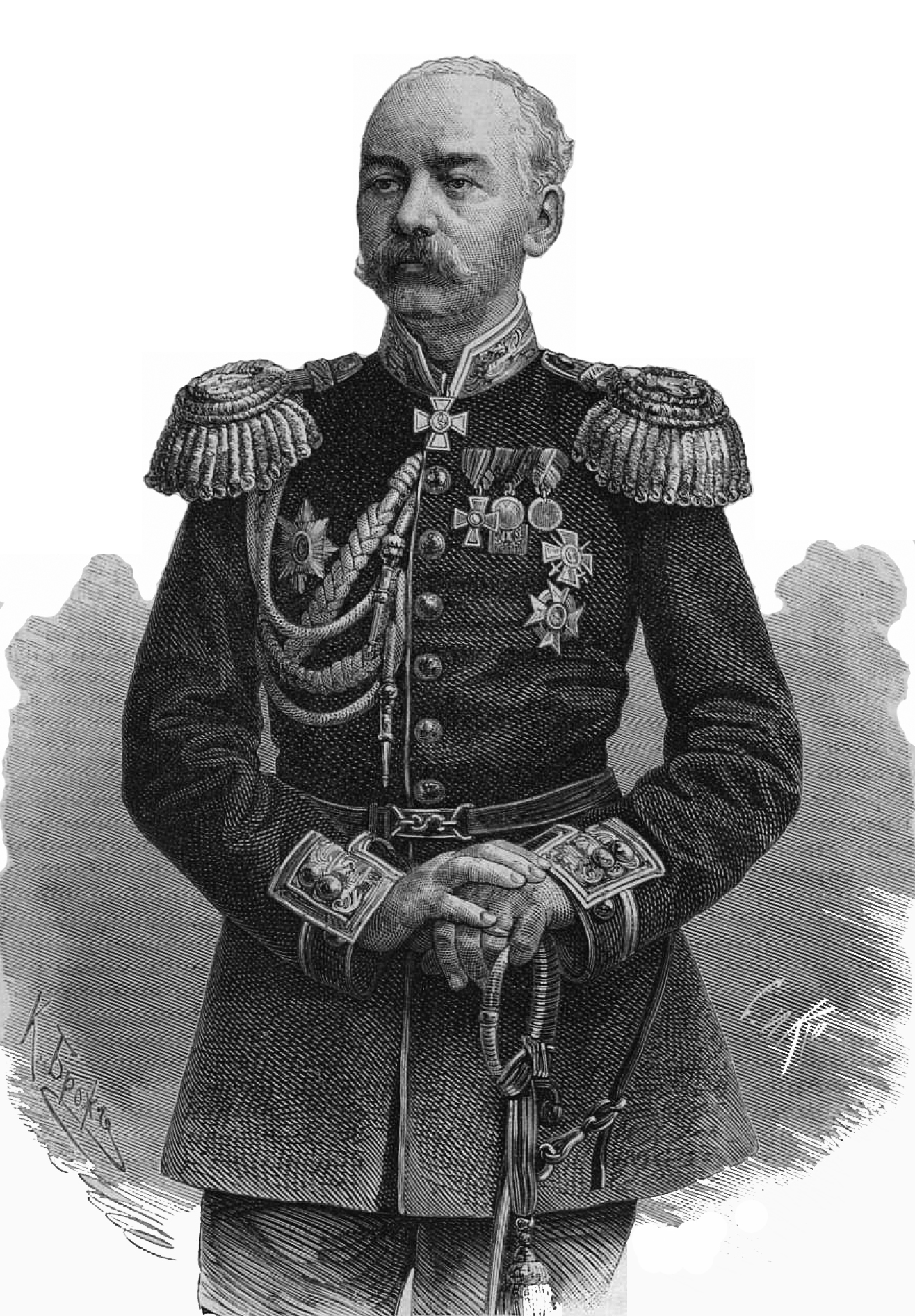
Констатин фон Кауфман — первый туркестанский генерал-губернатор, участник среднеазиатских походов.

После распространения российского подданства на территорию Младшего жуза в 1731 году, императрица Анна Иоанновна утверждает Оренбургскую экспедицию (1734—1744 гг.; с 1737 — комиссия) в соответствии с проектом обер-секретаря Сената И. К. Кириллова «Изъяснения о киргиз-кайсацких и каракалпакских ордах». В течение 1734—1737 гг., в составе экспедиции участвовал бывший генерал-штаб-секретарь походной военной канцелярии фельдмаршала графа Б. К. Миниха, немецкий врач и ботаник И. Г. Гейнцельман (нем. Johann Gottfried Heinzelmann). Уроженцем Аугсбурга были написаны рукописи «Флора Татарии Оренбургской», «Флора Самарской Татарии» и составлено известие о Ташкенте и Туркестане по сказаниям посланников. С деятельностью комиссии также связан офицер Пензенского гарнизонного пехотного полка — К. Миллер (нем. Karl Miller), потомок немецких ремесленников из Саксонии, руководивший экспедициями в Ташкент в 1738—1739 гг и в Джунгарию в 1742—1743 гг. 
По инициативе действительного члена Санкт-Петербургской Императорской академии наук М. В. Ломоносова в составе нескольких отрядов была организована физическая экспедиция (1764—1744 гг.) по изучению географии и природы различных регионов России. В составе экспедиции участвовали приглашенные немецкие специалисты академик П. С. Паллас (нем. Peter Simon Pallas), ботаник И. Г. Георги (нем. Johann Gottlieb Georgi), естествоиспытатель И. А. Гюльденштедт (нем. Johann Anton Güldenstädt), натуралист С. Г. Гмелин (нем. Samuel Gottlieb Gmelin) и др. Маршрут отряда П. С. Палласа проходил по Западному Казахстану, где в 1769—1770 гг. академик посетил Яицкий городок (ныне — Уральск) и Гурьев (ныне — Атырау). Материал, собранный ученым в ходе путешествия, вошел в состав его трехтомного труда «Путешествия по разным провинциям Российского государства» (нем. Reise durch verschiedene Provinzen des Rußischen Reichs).
4 (15) декабря 1762 г. императрицей Екатериной II был провозглашён манифест «О позволении иностранцам селиться в России и свободном возвращении русских людей, бежавших за границу», а 22 июля (2 августа) 1763 г. — «О дозволении всем иностранцам, въезжающим в Россию, селиться в разных губерниях по их выбору, их правах и льготах». Согласно условиям манифеста, желающим приехать в Россию в качестве колонистов достаточно было обратиться губернатору или городскому начальнику первого пограничного города. Поселенцы освобождались от «всяких налогов и тягостей» на разные сроки и размещались в землях, зафиксированных в реестре, находящимся в России свободным и удобным к населению. Таким образом, к началу XIX века по берегам Волги в окрестностях Саратова сформировался ряд немецких колоний, в том числе — Пфанненштиль (нем. Pfannenstiel), в котором разворачивались события народного предания немцев Поволжья «Прекрасная Амми из Мариенталя и Михель-киргиз». 

#### Переселение крестьян в конце XIX — начале XX вв.
В середине XIX века немцы в Казахстане располагали численностью около 250—300 чел., и в основном задействовались в губернских управленческих аппаратах. Непосредственно немецкая община начала складываться с 90-х годов XIX века. Данное обстоятельство было обусловлено основополагающими факторами в виде нараставших социально-экономических противоречий в материнских колониях немцев Поволжья, Причерноморья, Кавказа и других мест и созданием Правительством благоприятных условий для миграции на юго-восточные земли. Так, в числе причин для переселения немецких колонистов присутствовала дороговизна земли: к примеру, на юге России в течение 1882 по 1907 гг. цены на землю поднялись с 30 копеек до 300 рублей, а полное хозяйство колониста в 60 дес. подорожало от 3 до 25 тыс. руб. В некоторых случаях определяющую роль в переселении немцев играла религия: меннониты, являющиеся пацифистами по вере, после утверждения Государственным советом Устава о воинской повинности в 1874 году, с позволением туркестанского генерал-губернатора К. П. Кауфмана поселились в Аулие-Атинском уезде. 

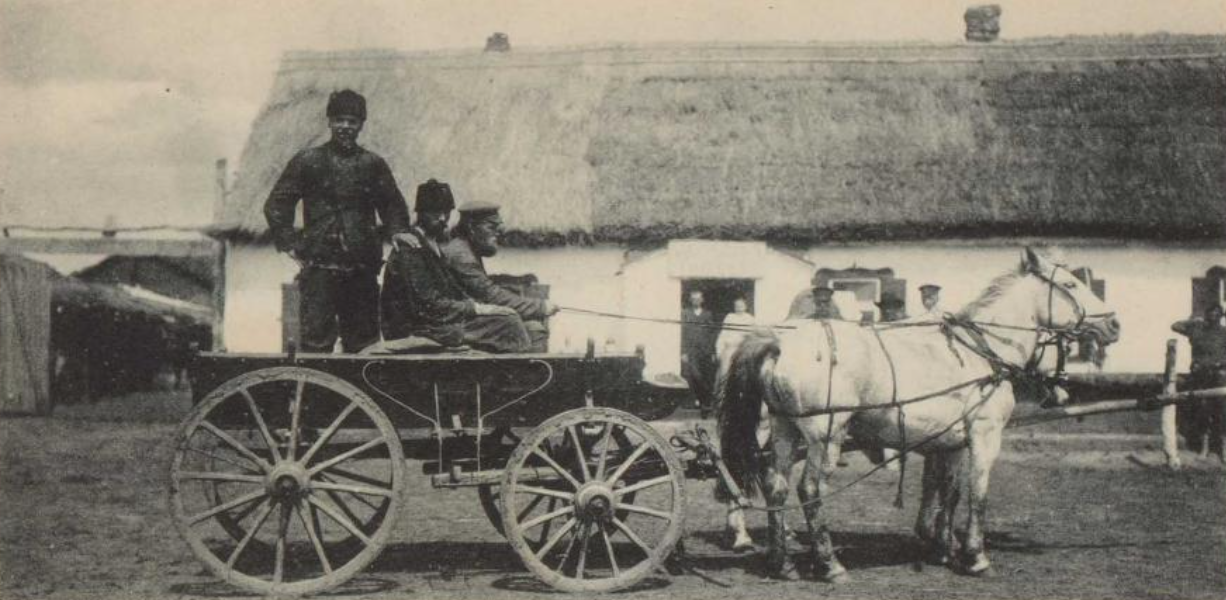
Сельская лавка в немецком посёлке Озёрном, Кустанайский уезд, 1911 год.

В результате голода 1891—1892 гг. в центральных губерниях России, в Казахстан мигрировало большое число немецких крестьян Поволжья. В 1892 году в Ташкентском уезде немцами было основано селение Константиновское (ныне — в составе села Дербисек), названное в честь туркестанского генерал-губернатора — К. П. Кауфмана:14—15. Основным местом немецкой колонизации в последующие годы послужили регионы Степного края — Акмолинская, Семипалатинская и Тургайская области. Особенностью и традицией формирования немецких сёл являлось их расположение в виде «гнёзд» (то есть сёла располагались в относительной близости друг от друга) и расселение в них представителей конкретно одной конфессиональной группы. Так, в 1895 году к югу от Акмолинска немцами-лютеранами были образованы посёлки Рождественский (до 1909 — Фриденсфельд (нем. Friedensfeld):21, ныне — село им. Кабанбай батыра), Романовский (ныне — село им. Рахымжана Кошкарбаева) и Джангиз-кудук. В течение 1907—1910 гг. на территории Павлодарского уезда на отведенных крупных наделах казенной земли было образовано 26 переселенческих поселков лютеранского (14 селений) и меннонитского (12 селений) вероисповеданий. Немцы-католики в основном размещались в Кустанайском и Кокчетавском уездах. Согласно «Перечню немецких поселений» этнографа, исследователя немецкой миграции на восток К. Штумппа, к 20-м годам XX века на территории Казахстана существовало порядка 150 немецких посёлков.
Согласно Первой всеобщей переписи населения Российской империи 1897 года в современных границах Казахстана проживало 7 049 немцев (по другим данным — 2 613 или 2 496 чел.), из них в Акмолинской области — 4 791 чел., в Сыр-Дарьинской — 1 887. Абсолютное большинство немцев сосредотачивалось в сельской местности — 5 399 чел и занималось пашенным земледелием и скотоводством. К началу Первой мировой войны, на территории Казахстана проживало от 38 до 63 тыс. немцев.

### Первая мировая война
Начало войны с Австро-Венгрией и Германией вызвало рост германофобских отношений у российского общества. 16 октября 1914 года степной генерал-губернатор Е. О. Шмит направил письма Акмолинскому и Семипалатинскому губернаторам, где, в частности, говорилось:
В настоящее время, когда наша Родина ополчилась на бой с тевтонским засильем, выступает на видное место необходимость репрессивной борьбы с колониями немцев внутри нашего Отечества. Немцы эти, веками проживающие в России, не только не поддаются обрусению, а напротив, умышленно держатся в изолированном положении, сохраняя благодаря этой обособленности и свой язык, и нравы, и обычаи, чуждые русскому духу... Подобная обособленность нетерпима в государстве и необходимо всемерно, путем хотя бы репрессивных мер, проводить обрусение этого зазнавшегося племени
2 и 13 февраля 1915 года царским правительством были приняты «ликвидационные законы», по которым колонисты в принудительном порядке должны были продавать свои земли с публичных торгов. Распространение ликвидационных законов на территорию Казахстана было достигнуто посредством принятия Советом Министров закона от 17 февраля 1917 года «О распространении на некоторой местности Империи ограничительных действий в отношении землевладения и землепользования неприятельских поданных узаконения», в котором, в частности в пункте 3 прекращалось владения сельских обществ, образованных из германских, австрийских или венгерских выходцев и их потомков. В рамках антинемецкой политики также проводились переименования поселений, носящих немецкие названия. Так, в Павлодарском уезде село Гальбштадт (нем. Halbstadt) было переименовано в Наташино, Гнаденталь (нем. Gnadental) — в Борисовку, Райнфельд (нем. Reinfeld) — в Чистополь, Штейнфельд (нем. Steinfeld) — в Ольгино и др.

### Советский период
После установления советской власти на территории Казахстана среди немецкого населения участилось эмиграционное движение, обусловленное прежде всего экономическим состоянием колоний и политическими мероприятиями со стороны новообразованной власти, в том числе — коллективизацией. В течение 1920—1930-х гг. в Павлодарской области эмиграционным движением было охвачено 22 селения (900 хозяйств), в Семипалатинской — 17 селений (731 хозяйство), в Акмолинской — четыре района с количеством хозяйств в 1 341, в Кустанайской — 11 селений (1 268 хозяйств) и в Сыр-Дарьинской — 2 селения (619 хозяйств). В целях приостановить темп миграции, советское правительство предпринимало разные методы. Согласно Постановлению секретариата ЦК ВКП(б) от 12 апреля 1929 года, осуществлялись «широкие разъяснительные работы среди немецких бедняков по разоблачению антисовесткой сущности кулацко-поповской агитации за эмиграцию». А в директивном письме агитпропотдела ЦК ВКП(б) от 6 сентября 1929 года, поручалось ускорить коренизацию партийного, советского и профессионального аппарата в немецких селениях и создать необходимые условия для распространения немецкоязычной периодической печати. 

#### Депортация 1936 г.
28 апреля 1936 года СНК СССР под грифом «секретно» было принято постановление «О выселении из УССР и хозяйственном устройстве в Карагандинской области Казахской АССР 15.000 польских и немецких хозяйств»:
Совет Народных Комиссаров Союза ССР постановляет: Возложить [на] НКВД СССР переселение и организацию поселений в Карагандинской области Казахской АССР для польских и немецких хозяйств, переселяемых из УССР в количестве 15 000 хозяйств — 45 000 человек по типу существующих сельскохозяйственных трудпосёлков НКВД. Переселяемый контингент не ограничивается в гражданских правах и имеет право передвижения в пределах административного района расселения, но не имеет права выезда из мест поселений.
Справка Северо-казахстанского обкома на декабрь 1936 года отмечала, что всего в Казахстан было переселено 14 048 хозяйств переселенцев в составе 63,9 тыс. человек. Из них поляков — 75,7 %, немцев — 23,4 %, украинцев — 0,8 %, прочих — 0,1 %. На выделенных земельных фонде 468 тыс. гектаров, в Северо-Казахстанской области на 361 тыс. гектарах было расселено 12,0 тыс. хозяйств в 31 поселке, в Карагандинской — на 107 тыс. гектаров 2 тыс. хозяйств в 6 поселках. Депортированным в виде долгосрочной ссуды на 8 лет (до 1945 года) были переданы жилые дома, школы, детские учреждения, больницы. Ввиду экономической слабости хозяйства не могли вносить платежи и развиваться. По этой причине правительство Казахской ССР обращалось к руководству страны с просьбой, во-первых, продлить срок полного погашения ссуд на 10 лет; во-вторых, поскольку переселенцы не получили компенсации за своё жильё, снизить наполовину стоимость домов за государственный счёт.

#### Депортации 1941 г.
После начала Великой Отечественной войны, немецкое население СССР, признанное «неблагонадежным элементом», подверглось массовому выдворению. 25 августа 1941 года комиссар НКВД СССР Л. П. Берия направил проект постановления СНК СССР и ЦК ВКП(б) о порядке переселения немецкого населения из АССР Немцев Поволжья, Саратовской и Сталинградской областей, принятый уже на следующий день с нумерацией № 2056-9ЗЗсс, в котором, в частности, приписывалось о размещении в Казахской ССР 125 000 немцев. 28 августа был обнародован Указ Президиума ВС СССР «О переселении немцев, проживающих в районах Поволжья», легитимизировавший действия властей относительно депортации немцев:30 на «изобилующие пахотной землей районы Новосибирской и Омской областей, Алтайского края, Казахстана». С 3 по 20 сентября было выселено 438,7 тыс. чел., в том числе из АССР Немцев Поволжья — 365,8, из Саратовской — 46,7, из Сталинградской областей — 26,2 тыс. чел. Выселение осуществлялось путём использования эшелонов (также в некоторых случаях — водного транспорта), немцам в распоряжение выделялось в течение 24 часов подготовиться к переселению и с ограниченным количеством своего имущества прибыть в пункты сбора. Большинство немцев в основном размещалось в сельской местности с запретом на выезд в предыдущее место проживания. В последующем, на основании нескольких Постановлений ГКО, в Казахстан дополнительно размещались немцы из других районов европейской части СССР:32. По состоянию на 25 декабря 1941 года из 904 тыс. немцев, подлежавших депортации «по государственному заданию», было выселено 856 тыс. чел, а по разным данным, за период войны в Казахстане немецкого населения было размещено 462,0, 400,03, 432,8, 393,7 тыс. чел.

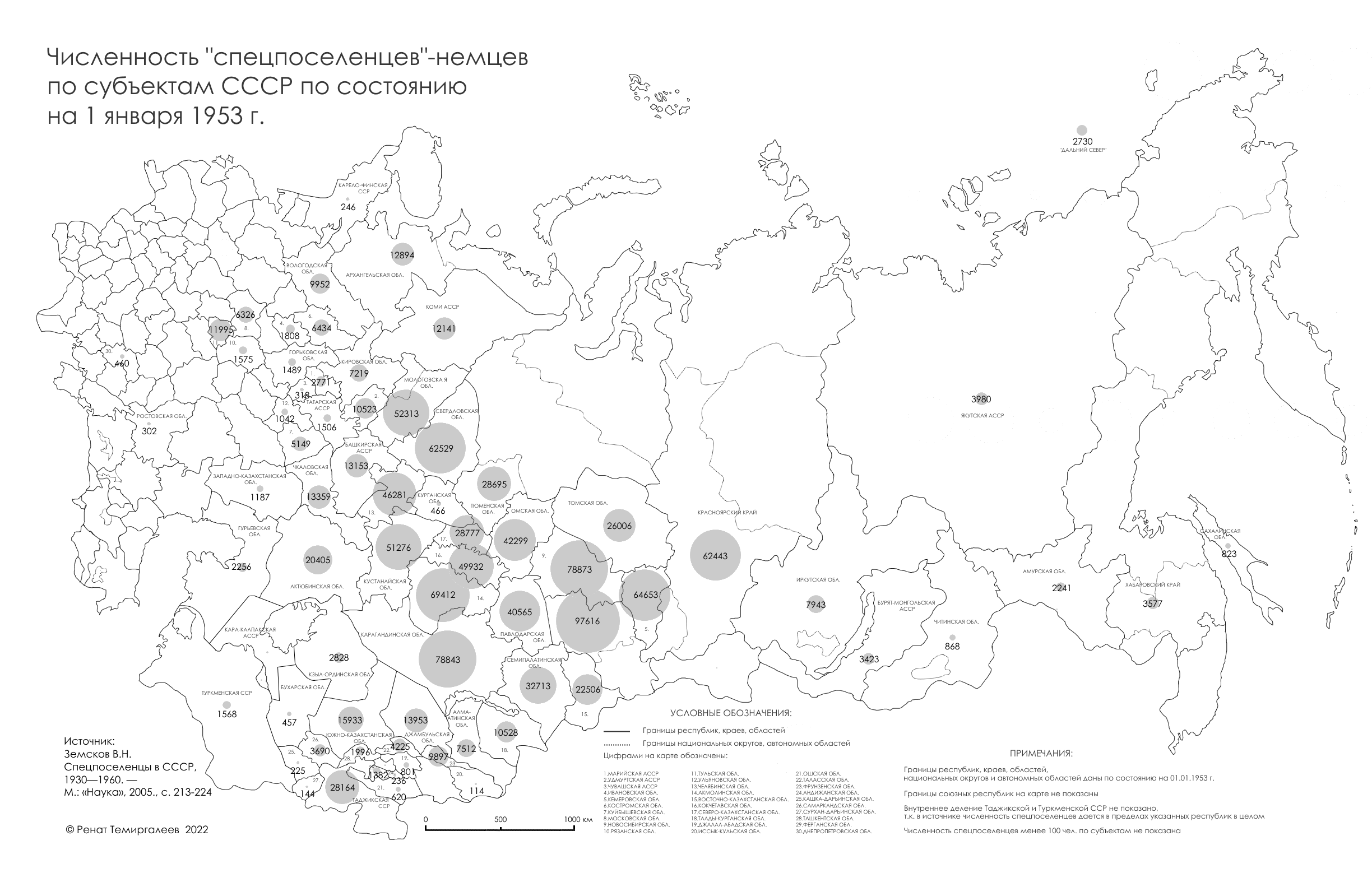
Численность «спецпоселенцев»-немцев по субъектам СССР на 1 января 1953 года

Согласно сведениям о потребностях жилищного строительства и хозяйственного обустройства переселенцев от 2 октября 1941 года, в рамках плана ГКО в Казахскую ССР к 22 сентября должно было прибыть 415 тыс. немцев. В основе принципов расселения заложены методы вселения в уже существующие колхозы и совхозы и организация новых колхозов помимо в Гурьевской и Западно-Казахстанской областях. Директивное письмо ЦК КП(б)К партийным органам Республики от 4 октября 1941 года возлагало усилить работу в местных партийных отделах в целях пресечения популяризации антисоветских настроении у немецкого населения. 10 января 1942 года Постановление ГКО СССР № 1123 сс «О порядке использования немцев-переселенцев призывного возраста от 17 до 50 лет» мобилизовало на трудовые работы около 120 тыс. трудоспособных немцев мужского пола на время войны, а Постановлением № 1281 сс «О мобилизации немцев-мужчин призывного возраста от 17 до 50 лет, постоянно проживающих в областях, краях, автономных и союзных республиках» — были призваны немцы, проживавшие на всей территории СССР. Указ Президиума ВС СССР от 26 ноября 1948 года «Об уголовной ответственности за побеги из мест обязательного и постоянного поселения лиц, выселенных в отдаленные районы Советского Союза в период Великой Отечественной войны» постановлял каторжные работы сроком до 20 лет за самовольный побег из мест поселения выселенцев. Так, по состоянию на 1 сентября 1949 года в Казахстане на специальном поселении числилось 417 418 немцев, большая часть которых располагалась в северных, восточных и центральных областях республики:213—224. В свою очередь, немцы, которые постоянно проживали на территории Казахстана до событий 1941 года, составили отдельный подконтингент «местных немцев» в спецпоселенческой статистике и зачастую не были подвержены обязательствам со стороны комендатуры:128. 

#### Частичная реабилитация
Указом Президиума ВС СССР от 13 декабря 1955 года «О снятии ограничений в правовом положении с немцев и членов их семей, находящихся на спецпоселении» немцы были сняты с учета спецпоселения и освобождены из-под административного надзора органов МВД, однако в отличие от других спецпоселенцев, они не имели права возвращаться в места, откуда они были выселены. Так, по состоянию на апрель 1956 года в Южно-Казахстанской области в соответствии с Указом 13 декабря были освобождены 8 960 немцев, в Кызылординской — 1 664, в Карагандинской — 46 970. После освобождения из спецпоселения, как правило, немцам, силами местных партийных организаций, проводили разъяснительные мероприятия по закреплению в местах нынешнего проживания. Костанайский обком, к примеру, в целях уменьшить процесс миграции спецпоселенцев, обязывал райкомам партии и первичным партийным организациям улучшить политико-воспитательную работу среди спецпереселенцев и потребовал от руководителей МТС, колхозов и совхозов принять меры к созданию нормальных культурно-бытовых условий и трудоустройству неработающих. Согласно справке Актюбинского обкома от 16 октября 1956 года «О положении населения немецкой национальности в Актюбинской области» из 2,66 тыс. немецких детей — 2,55 посещали русские школы, из 86 учителей немецкой национальности — 83 работали в русских школах; в библиотеках и книжных магазинах области отсутствовала какая-либо литература на немецком языке, а количество малограмотных и неграмотных среди немецкого населения составляло 3,7 тыс. чел. Постановление Совета Министров Казахской ССР от 2 февраля 1957 года «О введении преподавания родного языка для детей немецкой национальности в школах Казахской ССР» обязало Министерство просвещения ввести со второго полугодия 1957/1958 учебного года во 2—4 классах начальных, семилетних и средних школ страны в местах наибольшей концентрации немецкого населения преподавание родного языка для детей немецкой национальности по 2 часа в неделю сверх учебного плана. По состоянию на 1958/1959 учебный год всего было сформировано 1 099 групп с количеством учащихся в 17 508 чел. В 1958 году было организовано радиовещание на немецком языке.
Указ Президиума ВС СССР от 29 августа 1964 года «О признании утратившим силу Указа от 26 ноября 1948 года» — окончательно устранил правовые основания для ограничения свободы передвижения немцев. 10 сентября 1963 года Секретариатом ЦК Компартии Казахстана под грифом строго секретно было принято Постановление «Об усилении политической работы среди советских граждан немецкой национальности», которое обязывало урегулировать вопрос состояния политической работы среди немцев, создать отдельные группы немецкоязычных пропагандистов, усилить антирелигиозную пропаганду и более активно вовлекать немецкое население в политическую жизнь республики. Согласно Постановлению Президиума ЦК Компартии Казахстана от 9 июня 1966 года, при Республиканском газетно-журнальном издательстве с 1 января 1966 года было начато издание газеты на немецком языке «Фройндшафт» (нем. Freundschaft, с пер. — «дружба») с периодичностью 5 номеров в неделю.
6 февраля 1975 года Министерством культуры Казахской ССР был подписан приказ № 34 о создании первого немецкого театрального коллектива в Казахской ССР. В 1980 году в город Темиртау были направлены 29 дипломированных артистов, с непосредственной целью открытия немецкого драматического театра. 26 декабря 1980 года выпускниками Щепкинского Театрального училища был открыт Немецкий драматический театр. В 1990 году театр переехал в Алма-Ату. В последующие годы увеличивалась эмиграция немцев из-за вступления в силу с 1 января 1987 года положения, устранившее искусственные ограничения на пути воссоединения семей. В июне 1989 года было создано республиканское общественно-политическое общество «Возрождение».

#### Попытки создания немецкой автономии

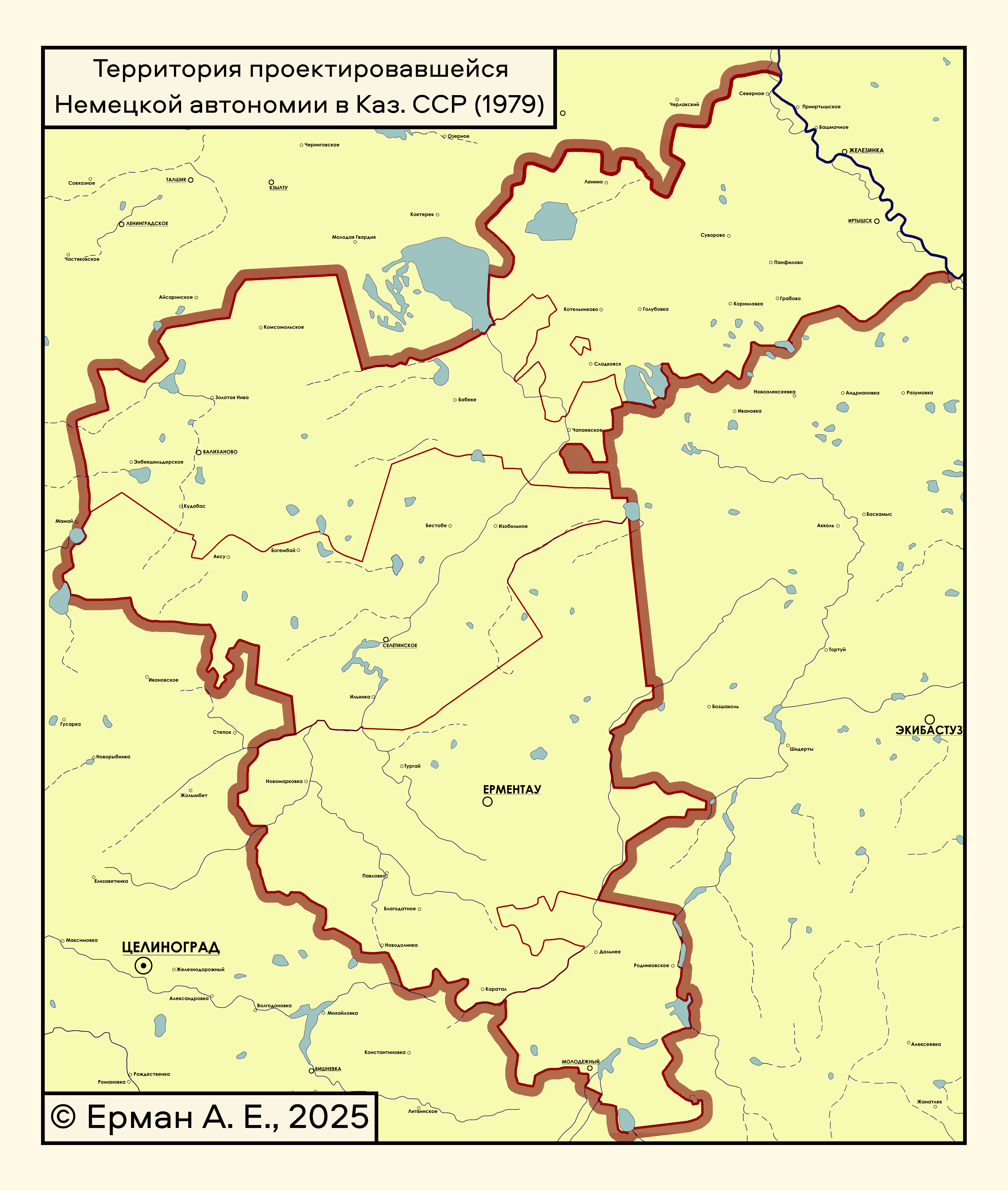
Территория проектировавшейся Немецкой автономии в Казахстане

Частичная реабилитация и улучшение положения немецкого населения к началу 1970-м годов обосновало у последних вопрос касаемо восстановления национальной административно-территориальной единицы — АССР Немцев Поволжья. Ещё 1 апреля 1966 года, с жителем села Михайловка Джамбулской области Шнарру Ф. Д., который обратился в ЦК КПСС с предложением о восстановлении автономной области немцев Поволжья и отмене всех указов, обвиняющих немцев, было проведено разъяснение при беседе в Свердловском райкоме. Среди писем, полученных редакцией газеты «Фройндшафт» от читателей и внештатных корреспондентов за первое полугодие 1968 года, основной темой была национально-правовое положение немецкого населения. Указом Президиума Верховного Совета СССР от 3 ноября 1972 года «О снятии ограничения в выборе места жительства, предусмотренного в прошлом для отдельных категорий граждан» с немцев были сняты ограничений в выборе места жительства.
В целях уменьшения эмиграции немецкого населения в ГДР и недовольства немецкого населения путём улучшения культурной составляющей, 16 апреля 1974 года было принято Постановление «Об усилении идейно-воспитательной работы среди граждан немецкой национальности», а 16 июня — Постановление ЦК КПСС «О мерах по улучшению работы среди граждан СССР немецкой национальности», предполагавшее, согласно 4-м пункту активно разоблачать и пресекать националистические и эмиграционные проявления. Персональные дела людей, желавших уехать в Германию, разбирались на заседаниях специально организованных общественных комиссий. Тем не менее, желаемые результаты не были достигнуты.
В августе 1976 года группа членов ЦК КПСС, занимавшаяся разработкой вопроса создания немецкой национальной административно-территориальной единицы, выступила с предложением образовать немецкую автономную область в Казахстане с центром в городе Ерментау. Согласно проекту, в состав Немецкой автономной области предполагалось включить Ерментауский и Селинтинский районы Целиноградской области, Иртышский район Павлодарской области, Валихановский район Кокчетавской области и 5 сельсоветов Молодёжного района Карагандинской области с населением в 202 тыс. чел. 31 мая 1979 года, Политбюро ЦК КПСС приняло постановление «Об образовании немецкой автономной области», которое не было реализовано из-за протестов в Целинограде и Караганде в июне 1979 года.

### Постсоветский период
С 16 декабря 1991 года — Казахстан независимое государство. 11 февраля 1992 года были установлены дипломатические отношения между Федеративной Республикой Германией и Республикой Казахстан. 
В октябре 1992 года был избран Совет немцев Казахстана (нем. Rat der Deutschen Kasachstans), уполномоченный представлять интересы немецкого населения во взаимоотношениях с государственными и общественными организациями республики, способствовать равноправному развитию немцев наравне с другими народами, соблюдению гарантии их прав и свобод, сохранению национальной идентичности и культуры. Впоследствии, Совет немцев был преобразован в Ассоциацию общественных объединений немцев Казахстана «Возрождение», а председателем организации был избран А. Ф. Дедерер. 21 октября 1993 года Постановлением Кабинета Министров Республики Казахстан № 1040 была утверждена «комплексная программа этнического возрождения немцев, проживающих в Республике Казахстан», касавшаяся в основном реабилитационных мероприятий. При поддержке правительства Германии в августе 1994 года в Алматы был открыт Немецкий дом — культурный и общественный центр немецкого меньшинства республики.
Правительством Республики Казахстан было принято Постановление от 19 марта 1997 года № 368 «Об утверждении Соглашения между Правительством Республики Казахстан и Правительством Федеративной Республики Германия о сотрудничестве по поддержке граждан Республики Казахстан немецкой национальности», в котором гарантировались равные права для граждан Казахстана немецкой национальности, свободы перемещения, вероисповедания и использования родного языка. 

#### Репатриация
Согласно Всесоюзной переписи населения 1989 года, на территории Казахской ССР проживало 957 518 немцев (5,8 % от всего населения страны; 46,99 % от численности немцев всего СССР). Немцы являлись третьей по численности этнической группой Казахстана, уступая соответственно казахам и русским. Однако, после объединения Германии 3 октября 1990 года и распада СССР огромное количество немецкого населения и членов их семьи начали эмигрировать в историческую родину. Так, в рамках федерального закона ФРГ от 19 мая 1953 года «Закон о делах перемещённых лиц и беженцев» (нем. Gesetz über die Angelegenheiten der Vertriebenen und Flüchtlinge), немцы и члены их семей имели право репатриироваться в Германию в качестве переселенцев (нем. Aussiedler, с 1993 года — нем. Spätaussiedler — поздний переселенец). Согласно официальным данным Федерального административного ведомства (нем. Bundesverwaltungsamt) о количестве немецких переселенцев, прибывших в Германию с 1990 года, и членов их семей (то есть всех лиц, учтённых по параграфам 4, 7 и 8 закона), в течение 1992—2022 гг. на территорию Германии из Республики Казахстан эмигрировали 948 914 чел. 
| Число немецких репатриантов, прибывших в Германию из Республики Казахстан (1992—2022) | Число немецких репатриантов, прибывших в Германию из Республики Казахстан (1992—2022) | Число немецких репатриантов, прибывших в Германию из Республики Казахстан (1992—2022) | Число немецких репатриантов, прибывших в Германию из Республики Казахстан (1992—2022) |
| ------------------------------------------------------------------------------------- | ------------------------------------------------------------------------------------- | ------------------------------------------------------------------------------------- | ------------------------------------------------------------------------------------- |
| год                                                                                   | общее число, чел.                                                                     | год                                                                                   | общее число, чел.                                                                     |
| 1992                                                                                  | 114 426                                                                               | 2008                                                                                  | ↘1 025                                                                                |
| 1993                                                                                  | ↘113 288                                                                              | 2009                                                                                  | ↘836                                                                                  |
| 1994                                                                                  | ↗121 517                                                                              | 2010                                                                                  | ↘508                                                                                  |
| 1995                                                                                  | ↘117 148                                                                              | 2011                                                                                  | ↗616                                                                                  |
| 1996                                                                                  | ↘92 125                                                                               | 2012                                                                                  | ↘422                                                                                  |
| 1997                                                                                  | ↘73 967                                                                               | 2013                                                                                  | ↗785                                                                                  |
| 1998                                                                                  | ↘51 132                                                                               | 2014                                                                                  | ↗2 069                                                                                |
| 1999                                                                                  | ↘49 391                                                                               | 2015                                                                                  | ↘1 988                                                                                |
| 2000                                                                                  | ↘45 657                                                                               | 2016                                                                                  | ↗2 332                                                                                |
| 2001                                                                                  | ↗46 178                                                                               | 2017                                                                                  | ↗2 690                                                                                |
| 2002                                                                                  | ↘38 653                                                                               | 2018                                                                                  | ↘2 292                                                                                |
| 2003                                                                                  | ↘26 391                                                                               | 2019                                                                                  | ↗2 597                                                                                |
| 2004                                                                                  | ↘19 828                                                                               | 2020                                                                                  | ↘1 683                                                                                |
| 2005                                                                                  | ↘11 206                                                                               | 2021                                                                                  | ↗2 674                                                                                |
| 2006                                                                                  | ↘1 760                                                                                | 2022                                                                                  | ↘2 451                                                                                |
| 2007                                                                                  | ↘1 279                                                                                |                                                                                       |                                                                                       |

## Численность и расселение

### Численность в конце XIX — начале XX вв.

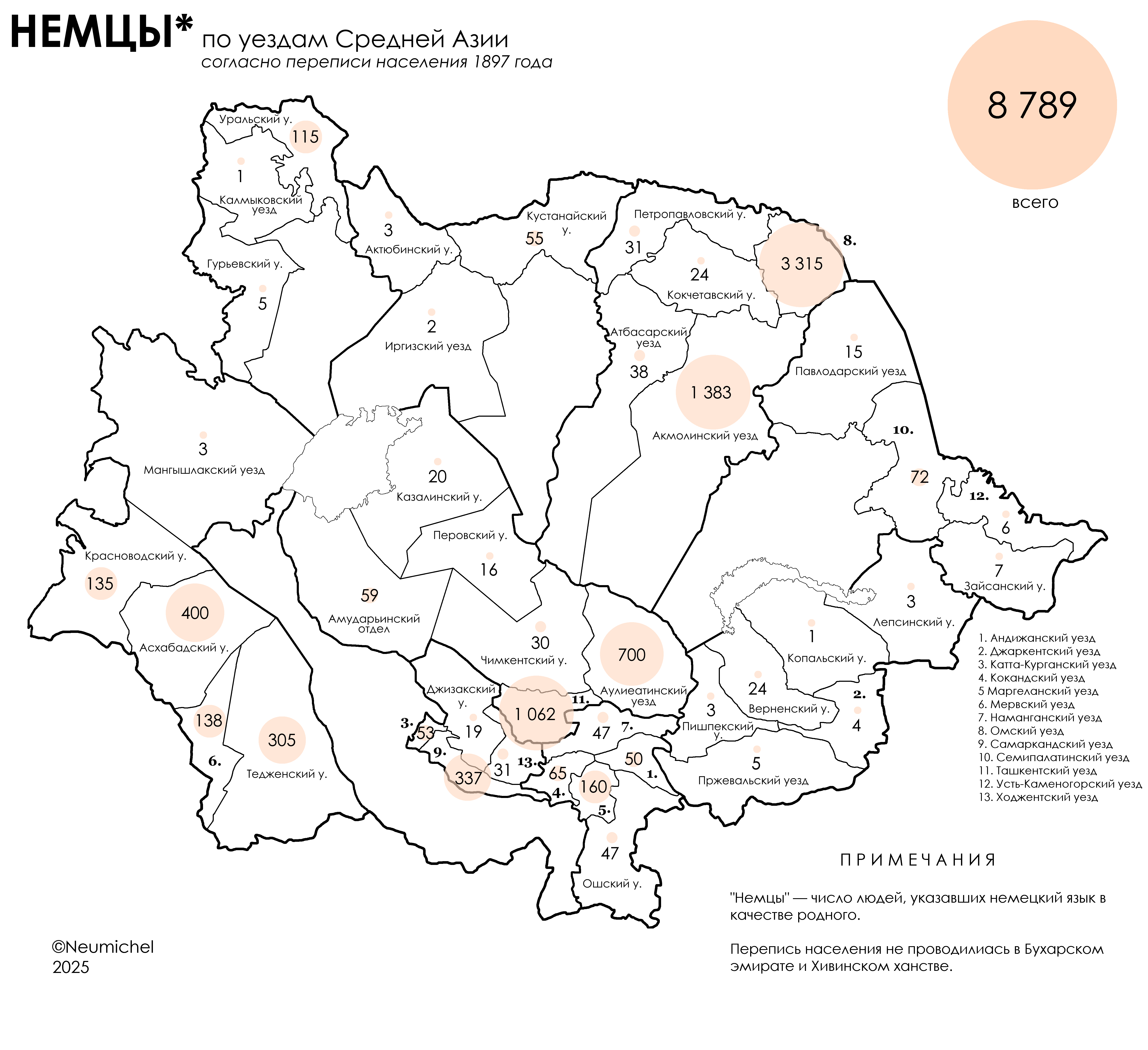
Расселение немцев по уездам Средней Азии согласно переписи населения 1897 г.

В конце XVIII века численность немцев в Казахстане составляла 400 человек, в середине XIX века — 250—300 чел. Согласно историку И. В. Ерофеевой, проникновение немцев на территорию современной республики в начале XVIII века происходило при доминировании внешнеуправляемых типов перемещений, охарактеризовавшихся в первую очередь военно-административными назначениями. Абсолютное большинство немцев, прибывавших до середины XIX века в Казахстан, являлись представителями привилегированного воинского сословия, остзейского и петербургского дворянства. В частности, из лиц, занимавших должность командира регулярных и иррегулярных (казачьих) войск на Сибирских пограничных линиях, присутствовали Х. Т. Киндерман, И. И. Веймарн, Г. И. Глазенап и др.
По результатам Первой Всеобщей переписи населения 1897 года в Российской империи, в современных границах Казахстана по разным данным проживало от 2,6 тыс. до 7 тыс. немцев. Разница численности заключилась в классификации административно-территориальных единиц, учитываемых исследователями. К примеру, исследователь российских немцев В. Кригер при составлении численности немецкого населения исключал Омский уезд Акмолинской области и город Ташкент Сыр-Дарьинской области. Согласно историку В. Шмидту, по переписи 1897 г. в Казахстане проживало 2 496 немцев. Тем не менее, исследователь Л. А. Бургарт отмечала в виде одного из недостатков переписи 1897 года предоставления информации о национальном составе посредством выбора родного языка, а не самой этнической принадлежности. 

### Динамика численности по общесоюзным переписям населения
Всесоюзная перепись населения 1920 года зафиксировала демографическое состояние немецкого населения Казахстана после окончания процесса массового переселения немецких колонистов. Так, 28 августа, к моменту проведения переписи, на территории республики проживало 62 670 немцев или 1,3 % населения страны, составив прирост по сравнению с переписью 1897 года почти в 9 раз (790 %). Около 35,6 % немцев страны проживало в Акмолинской губернии, в Кустанайском уезде — 26,2 %, в Оренбургской губернии — 20,7 % и в Семипалатинской губернии — 12,5 %. По переписи населения 1926 года численность немцев уменьшилась до 51 102 чел., что Л. А. Бургарт связывает с потерями во время Гражданской войны и эмиграциями немцев в США и Канаду. Абсолютное большинство немцев проживало в сельской местности — 48 378 человек или 94,7 %. Основным регионом размещения сельского немецкого населения были Акмолинская (41,4 %), Семипалатинская (23,6 %) губернии и Кустанайский округ (21,8 %). Согласно результатам переписи 1926 года — 97,2 % немцев признали в качестве родного языка немецкий, 41,2 % немецкого населения было грамотным (89,7 % — на немецком). Относительно высокий уровень грамотности Л. А. Бургарт объясняет изначально сложившейся своеобразной системой образования, главным образом — на немецком языке в материнских колониях переселенцев к концу XIX века. 
Результаты переписи населения 1939 года отражали итоги депортации 1936 года. Так, численность немцев составила 92 571 человек или 1,5 % населения страны, составив прирост в 41 469 человек или 81,1 %. Из них, в селе — 85,1 %, в городе — 14,9 %. Наибольшее количество немцев проживало в Северо-Казахстанской (24,8 %), Карагандинской (16,0 %), Акмолинской (10,9 %), Кустанайской (10,6 %) областях. Перепись населения 1959 года демонстрирует период депортации немецкого населения, механических перемещений в составе трудармии и период отмены режима специального поселения. Численность немцев составила 659 751 человек, прирост численности по отношению к последней переписи населения — 567 180 человек или 621,7 %. Доля сельского немецкого населения сократилась до 69,1 %, городское возросло до 30,9 %. Отмечено увеличение численности немцев, признающих русский язык в качестве родного — 106 тыс. чел., или 16,1 % . Вплоть до переписи населения 1989 года численность немецкого населения в Казахской ССР непрерывно росла: по переписи 1970 года, численность немцев увеличилась до 858 077 человек (6,6 % населения страны), составив прирост в 198 326 чел. или 30,1 %, в 1979 году численность немцев составляла — 900 207 человек (6,13 %), в 1989 году  — 957 518 человек (5,8 %). К моменту распада СССР, сформировался четкий ареал расселения немецкого населения на территории Казахской ССР: это центральные, северные и восточные области, в которых суммарно по переписи 1989 года проживало около 685,3 тыс. немцев или 71,6 % от их общей численности. 
Всесоюзные переписи населения послевоенных годов в Казахстане свидетельствовали постепенное уменьшение преобладания немецкого сельского населения над городским (в 1970 году соотношение сельского и городского населения среди немцев выглядело следующим образом: 59,3 % в селе, 40,7 % — в городе; в 1979 году — 54,7 % и 45,3 %; в 1989 году — 51,2 % и 48,8 %) и увеличение численности немцев, признающих в качестве родного языка — русский (в 1970 году 75,02 % немцев считали немецкий язык родным, в 1979 году — 64,5 %, в 1989 году — 54,4 %). 

### В независимом Казахстане
Согласно Национальной переписи Республики Казахстан 1999 года, на территории республики было зафиксировано 353 462 немцев (2,4 % населения страны). Убыль численности немецкого населения по сравнению с предыдущей переписью населения составила 593 414 человек или 62,7 %. Впервые перепись населения 1999 года показала преобладание городского немецкого населения над сельским: 181 612 (51,1 %) и 171 829 (48,9 %) чел. соответственно. В процентном соотношении, наиболее большие потери понесли южные области страны: Южно-Казахстанская (-88,2 %), Жамбылская (-83,8 %), Кызылординская (-80,8 %) и Алматинская (-79,9 %) области, в абсолютном — северные области: Карагандинская (-102 тыс. чел.) и Акмолинская (-86,7 тыс.) области. Немцы располагали наименьшим процентом лиц, имеющих высшее образование — 5,12 %, что объяснимо режимом специального поселения и эмиграцией в Россию и Германию. Всего 21,8 % немцев владели языком своей национальности, 99,3 % — русским и 15,4 % — казахским. 

Немцы в Казахстане по областям и городам согласно результатам переписи 1959, 1970, 1979, 1989, 1999, 2009 и 2021 годов

По переписи населения 2009 года в Казахстане проживало 178 409 немцев или 1,1 % населения страны. Убыль по сравнению с 1999 г. составила 175 053 чел. В городах находилось 89 322, в сёлах — 89 087 чел. Всего 30 413 чел. или 17,0 % признали немецкий язык в качестве родного языка. Итоги переписи населения 2021 года зафиксировала увеличение численности немецкого населения до 226 092 чел (1,2 % населения страны)., или на 26,7 %. В городах проживало 137 028, в сёлах — 89 064 чел. Немецкий язык назвали родным — 77 252 чел. или 34,2 %. Абсолютное большинство — православные: 166 620 чел. (73,7 %), католики — 7 318 чел., протестанты — 830 чел.
| 1897 | 1920    | 1926    | 1937    | 1939    | 1959     | 1970     | 1979     | 1989     | 1999     | 2009     | 2021     |
| ---- | ------- | ------- | ------- | ------- | -------- | -------- | -------- | -------- | -------- | -------- | -------- |
| 2613 | ↗62 760 | ↘51 102 | ↗80 568 | ↗92 571 | ↗659 751 | ↗858 077 | ↗900 207 | ↗957 518 | ↘353 462 | ↗178 409 | ↗226 092 |

### Расселение
Значительное количество немцев сосредоточено в северных, восточных и центральных регионах страны. Согласно Кратким итогам Национальной переписи населения 2021 года, суммарно в северных областях республики — в Акмолинской, Костанайской, Павлодарской, Северо-Казахстанской и городе Астана проживало 119 887 чел., или 53,03 % от всего немецкого населения страны. В Карагандинской области проживало 38 740 немцев (17,13 %), в Восточно-Казахстанской — 18 807 (8,32 %), в южных областях и городах республиканского значения Алматы и Шымкент — 38 619 (17,08 %), в западных областях — 10 039 (4,44 %). Наибольшее процентное соотношение немецкого населения к общей численности населения административно-территориальной единицы наблюдалось в Северо-Казахстанской области — 4,11 % населения области; наибольшая абсолютная численность — в Карагандинской области — 38 740 чел. (2,87 %). По бюллетеню Бюро национальной статистики АСПР РК от января 2025 года «Численность населения Республики Казахстан по отдельным этносам», на территории Казахстана проживало 223 272 немцев или 1,101 % населения республики. Наибольшие доли немецкого населения находятся в Тайыншинском районе Северо-Казахстанской области — 9,94 %, в Успенском районе Павлодарской области — 9,44 % и в Фёдоровском районе Костанайской области — 9,13 %; абсолютная численность представлена в городах Караганда — 16 033 немцев (3,05 % населения города), Павлодар — 10 196 (2,75 %), Костанай — 7 457 (2,73 %), Петропавловск — 5 573 (2,51 %) и Темиртау — 5 219 (2,95 %).

#### Немецкие населённые пункты
Согласно «Перечню немецких поселений» этнографа, исследователя немецкой миграции на восток, уроженца Одесского уезда К. Штумппа (нем. Karl Stumpp), к 1928 году на территории современного Казахстана существовало порядка 150 немецких населённых пунктов: посёлков и хуторов. Перечень немецких поселений Казахстана, составленный исследователем Л. А. Бургарт на основании Энциклопедического словаря «Немцы России. Населённые пункты и места поселения», содержит 123 наименовании, из них в конфессиональном отношении 52 — лютеранские, 19 — меннонитские, 18 — католические, у 34 — принадлежность не установлена. Определённые районы расселения немцев располагали немецкоязычными поселениями: в Восточно-Казахстанской области: Гнаденфельд (нем. Gnadenfeld), Кенигсгоф (нем. Königshof), Пруггерхоф (нем. Pruggerhof); в Павлодарской области: Алтенау (нем. Altenau), Гальбштадт (нем. Halbstadt), Гнаденталь (нем. Gnadental), Райнфельд (нем. Reinfeld), Штейнфельд (нем. Steinfeld), Эбенталь (нем. Ebental); в Карагандинской области: Гнаденрейх (нем. Gnadenreich), Майер (нем. Maier), Сарепта (нем. Sarepta) и др.

## Язык
По результатам Национальной переписи населения 2021 года в Республике Казахстан из 226 092 немцев — 77 252 чел. (34,17 %) указали в качестве родного языка — «язык своей национальности». При этом немецким владели — 65 350 чел. (31,06 %). В городах 39,75 % немцев признали немецкий язык родным, в сёлах — 25,58 %. Всего из 210 417 немцев, 101 961 чел. — владели одним языком, 78 126 — двумя и 28 453 — тремя. Казахским владели 53 082 немцев, русским — 183 942 чел., английским — 42 504 чел.
К 1994/1995 учебному году в Казахстане осталось всего 7 специализированных школ по изучению немецкого языка: Немецкая гимназия № 46 г. Астаны, лингвистическая школа-гимназия № 18 и № 68 г. Алматы, Школа-гимназия № 10, № 12 им. Александра фон Гумбольдта, г. Усть-Каменогорск, специализированная школа № 11, г. Актобе, школа № 1, г. Петропавловск:14. По состоянию на 2016 год, в озвученных учебных заведениях обучалось 4 040 детей:15. В 2015 году количество студентов, изучающих немецкий язык составляло около 1 600 человек, тогда как в 2000 году их численность составляла 91 960 чел:17. В 90 % вузов немецкий язык изучают в качестве первого иностранного языка. По сохранению и дальнейшему развитию немецкого языка действуют 3 государственных института: Республиканский немецкий драматический театр, немецкая радиопередача и газета на немецком языке «Deutsche Allgemaine Zeitung». 

### Диалекты немецкого языка
В конце XIX и начале XX века ввиду обширного вовлечения немецкого населения в процесс крестьянского переселения из разных мест компактного их проживания, на территории Казахстана обосновались носители основных видов диалектов немецкого языка. Так, носители нижненемецкого диалекта, в основном — меннониты, располагались в Павлодарском уезде, средненемецкого колонистов Поволжья — в Акмолинской области. Носители волынского диалекта, немцы Житомирской области, после депортации 1936 года были размещены на территории бывшей Кокшетауской области. Однако, в советское время использование не столько диалектов, сколько самого немецкого языка было сведено к минимуму. Согласно исследованиям Г. М. Егембердиевой, по состоянию на 2014 год в Алматинской, Восточно-Казахстанской, Павлодарской и Северо-Казахстанской областях сохранялся швабский диалект, в Карагандинской области встречались носители гессенского диалекта, в сёлах Павлодарской области и городе Алматы — платский диалект.

### Казахизмы в немецком языке немцев Казахстана
Согласно исследованиям филолога Б. Хасанова, в лексику немцев Казахстана вошли казахские слова-реалии: ауыл, ақсақал, жігіт, құрт, ірімшік, кимешек, шелпек, дастархан, меймай, құрық, той, домбыра и др:200—205. К примеру, слово ауыл употребляется в статье «Dshigit Viktor Ditzel» газеты «Фройндшафт»: «Im entlegen Aul Karakestek, der im Vorgebirge des Alatau liegt, ist Viktor Karpowitsch Ditzel ein sehr geehrter Mann» — В отдаленном ауле Каракестек, который расположен в предгорьях Алатау, Виктор Карпович Дитцель очень уважаемый человек:201, кимешек — в рассказе «Дедушка Сергали» Г. К. Бельгера: «Ihren Kopf bedeckte ein größes, schneeweißes Kimeschek, dessen Enden den Alten bis zur Hüfte reichten» — Её голову покрывал большой белоснежный кимешек, концы которого доходили до пояса:202—203, домбыра: «Die steppenbewohner aber besaßen von jener Zeit an ein neues Musikinstrument — die Dombra» — с тех пор появился у жителей степей новый музыкальный инструмент — домбыра:204.
| Казахизмы, активно употребляющиеся в речи немцев с. Актогай Актогайского района Джезказганской области (1974 г.):206—207 | Казахизмы, активно употребляющиеся в речи немцев с. Актогай Актогайского района Джезказганской области (1974 г.):206—207 | Казахизмы, активно употребляющиеся в речи немцев с. Актогай Актогайского района Джезказганской области (1974 г.):206—207 | Казахизмы, активно употребляющиеся в речи немцев с. Актогай Актогайского района Джезказганской области (1974 г.):206—207 |
| --- | --- | --- | --- |
| Казахские слова | Их немецкие эквиваленты                                                                                                  | Примеры на немецком языке                                                                                                | Русский перевод |
| Қымыз | Kumis | Trinken Sie Kumis? | Вы пьете кумыс? |
| Бесбармақ | Besparmak | Besparmak ist eine gute Speise                                                                                           | Беспармак хорошее кушанье                                                                                                |
| Қуырдақ | Kurdak | Kurdak kochen | Жарить куырдак |
| Жігіт | der Bursch(e) | Du bist ein guter Dshigit                                                                                                | Ты хороший джигит |
| Құрт | Kurt | Bring mir etwas Kurt | Принеси мне немного курта                                                                                                |
| Бай | der Bai | Er ist wie ein Bai | Он как бай |
| Қазы | Kasi | Wir essen Kasi | Мы едим казы |
| Ақсақал | der Großvater | Der Aksakal ist schon alt                                                                                                | Дедушка уже старый |
| Қазан | der Kessel | In Kasan (Kessel) bäckt man Bauirsak                                                                                     | Бауырсаки пекут в пекле                                                                                                  |
| Сорпа | die Bouillon | Nach dem Besparmak trinkt man Sorpa (Kraftbrühe)                                                                         | После беспармака пьют бульон                                                                                             |
| Ірімшік | Rimsçhik | Der Rimschik macht von Milch                                                                                             | Рымчик делают из молока                                                                                                  |
| Қонақ | der Gast | Heute kommen zu uns Konak                                                                                                | К нам сегодня придут гости                                                                                               |
| Жағдай | die Lage, die Sache | Wie ist deine Tsahdai | Каково твое положение?                                                                                                   |
| Мая | der Heusshober | In sowchos ist ein groußer Maia (Heusshober) Heu                                                                         | В совхозе имеется большая скирда сена                                                                                    |
| Сүйінші | Suinschi | Du mußt mir für die freudige Nachrict Suinschi geben                                                                     | Ты должен мне за радостную весть дать подарок                                                                            |
| Кесе | Kese | In dem Zaden verkauft man Kese                                                                                           | В магазине продаются кесе                                                                                                |
| Айран | Airan (Kefir) | Gib mir bitte eine Kese Airan                                                                                            | Дай мне, пожалуйста, кесе кефира                                                                                         |
| Балуан | der Ringkämpfer | Jetzt ringt der beste Baluan                                                                                             | Теперь борется лучший борец                                                                                              |
| Арақ | der Schnaps | Der Arak ist schädlich für die Gesundheit                                                                                | Водка вредна для здоровья                                                                                                |
| Төбетей | Tjuibeteika | Mein Onkel hat sich ein Tjibeteika gekauft                                                                               | Мой дядя купил себе тюбетейку                                                                                            |
| Жайлау | die Weide schajlau | Wir fahren morgen auf die schajlau, vo unser Vieh ist                                                                    | Завтра мы поедем на жайляу                                                                                               |
| Домбыра | der Dombira | Unser Nachbar spielt Dombira                                                                                             | Наш сосед играет на домбре                                                                                               |
| Асық | Asik, das Knöchelchen | Die Knaben spielen Asik                                                                                                  | Мальчики играют в бабки                                                                                                  |
| Арық | Arik | Im Wald ist ein kleiner Arik                                                                                             | В лесу находится небольшой арык                                                                                          |
| Арқар | Arkar | Wir haben auf dem Berg einen Arkar gesehen                                                                               | Мы на горе видели архара                                                                                                 |
| Боран | Schneesturm, Boran | Gestern war ein großer Boran                                                                                             | Вчера был сильный буран                                                                                                  |
| Қайла | Kaila, die Ricke | Der Vater hat die Kaila genomen und ist auf die Arbeitgegangen                                                           | Отец взял кирку и пошел на работу                                                                                        |
| Той | Gastmahl, Festmahem, Toi                                                                                                 | Morgen gibt es zu Haus ein Toi                                                                                           | Завтра у нас дома будет пир                                                                                              |
| Торсық | Torsik | Den Kumis hält man in einem Torsik                                                                                       | Кумыс хранят в торсаке                                                                                                   |
| Қақпан | Kakpan, die Vale | Mein Brüderhen hat im Walde einen Kakpan gestelt                                                                         | Мой братишка поставил капкан в лесу                                                                                      |
| Қый | Ki, Brennstoff | Ki ist ein gutes Brennstoff                                                                                              | Кизяк из овечьего помета — хорошее топливо                                                                               |
| Шайтан | Shaitan | Du bist ja ein Shaitan                                                                                                   | Ты же шайтан |

## Культура

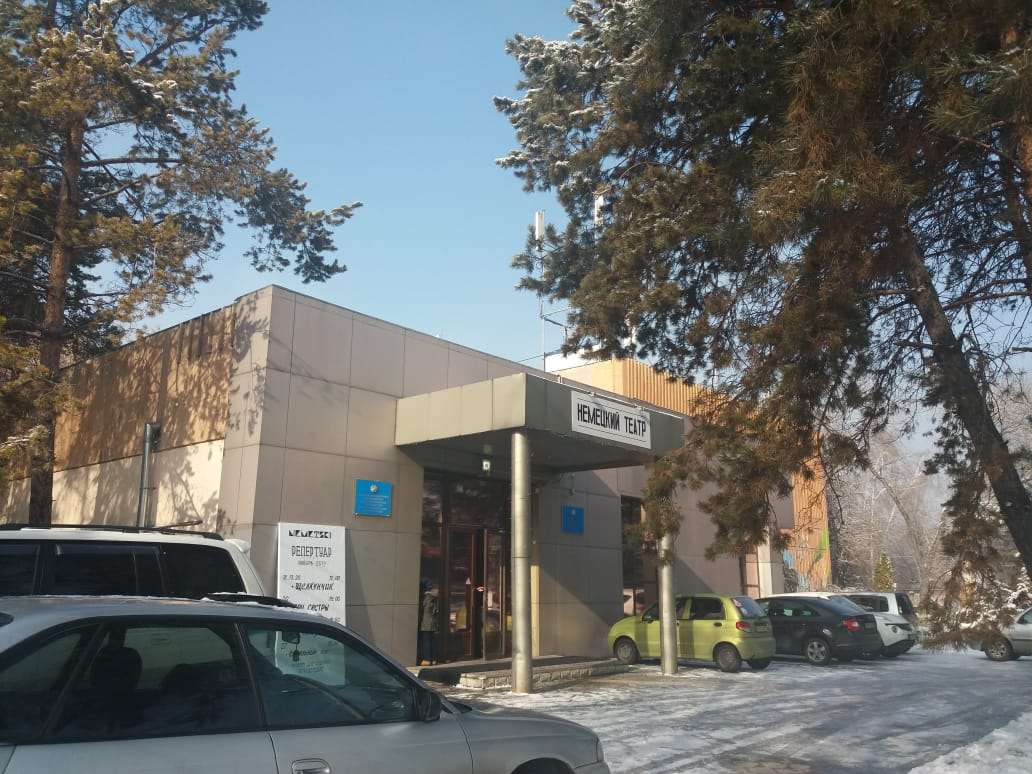
Республиканский академический немецкий драматический театр

Немцы, переселявшиеся на территорию Казахстана в конце XIX начале XX вв., привносили собой определенные традиции германских земель. Некоторые государственные деятели XIX века признавали искусство введения хозяйства немецкими колонистами: так, туркестанский генерал-губернатор К. П. Кауфман во время встречи с делегацией меннонитов из селений Таврической и Самарской губерний в 1879 году, наложил соответствующую резолюцию: «было бы очень выгодно переселение таких хороших хозяев, как эти колонисты». Главной земледельческой культурой немцев в Степном крае и Туркестане являлась пшеница, а также овес, просо, ячмень, картофель, бобовые, реже — кукуруза, лен и бахчевые. В частности, в Туркестане немцы пытались выращивать горчицу, анис и сладкий сорго и параллельно предпринимали попытки вывести новые породы КРС и лошадей: меннонитами путём скрещивания казахской белоголовой породы с голландской была выведена аулиеатинская порода. 
Первыми временными жилищами у немецких переселенцев зачастую были времянки: выкапывали яму в земле, выкладывали из дерновых пластов стенку высотой в 2—3 фута (60—90 см), оставляя спереди проём для окна, сзади дверь, накрывали скошенной травой:49—50. В строительстве первых постоянных домов немцы в основном использовали саман, кирпич-сырец и целинный пласт. В селе Константиновка Павлодарского уезда к 1922 году насчитывалось 36 пластовых и саманных домов. У немцев Кустанайского уезда в качестве основного строительного материала выступала камень. Основная планировка немецкого селения представляла из себя линейный «Strassedorf» — наличие 2-3 улиц в направлении «север—юг», дома строились в ряд, в центре селения, как правило — молитвенный дом и школа. Источниками водоснабжения выступали колодцы, располагавшиеся через 5—6 дворов, глубиной до 6—8 метров. Пищевой рацион немцев Казахстане составляют 
молочные, мясные и мучные продукты, из молочных продуктов употребляют сливки, простоквашу, творог, изготавливают масло и сыр. В праздничные дни, например, в Пасхальное воскресенье, подают блюда из жареного мяса: жареную курицу с отварным, а потом и поджаренным картофелем, курицу «7 швабов», гусь по-берлински, отбивные котлеты с яблоками и пр. Вплоть до начала Великой Отечественной войны, религия в немецких селениях играла немаловажную роль.

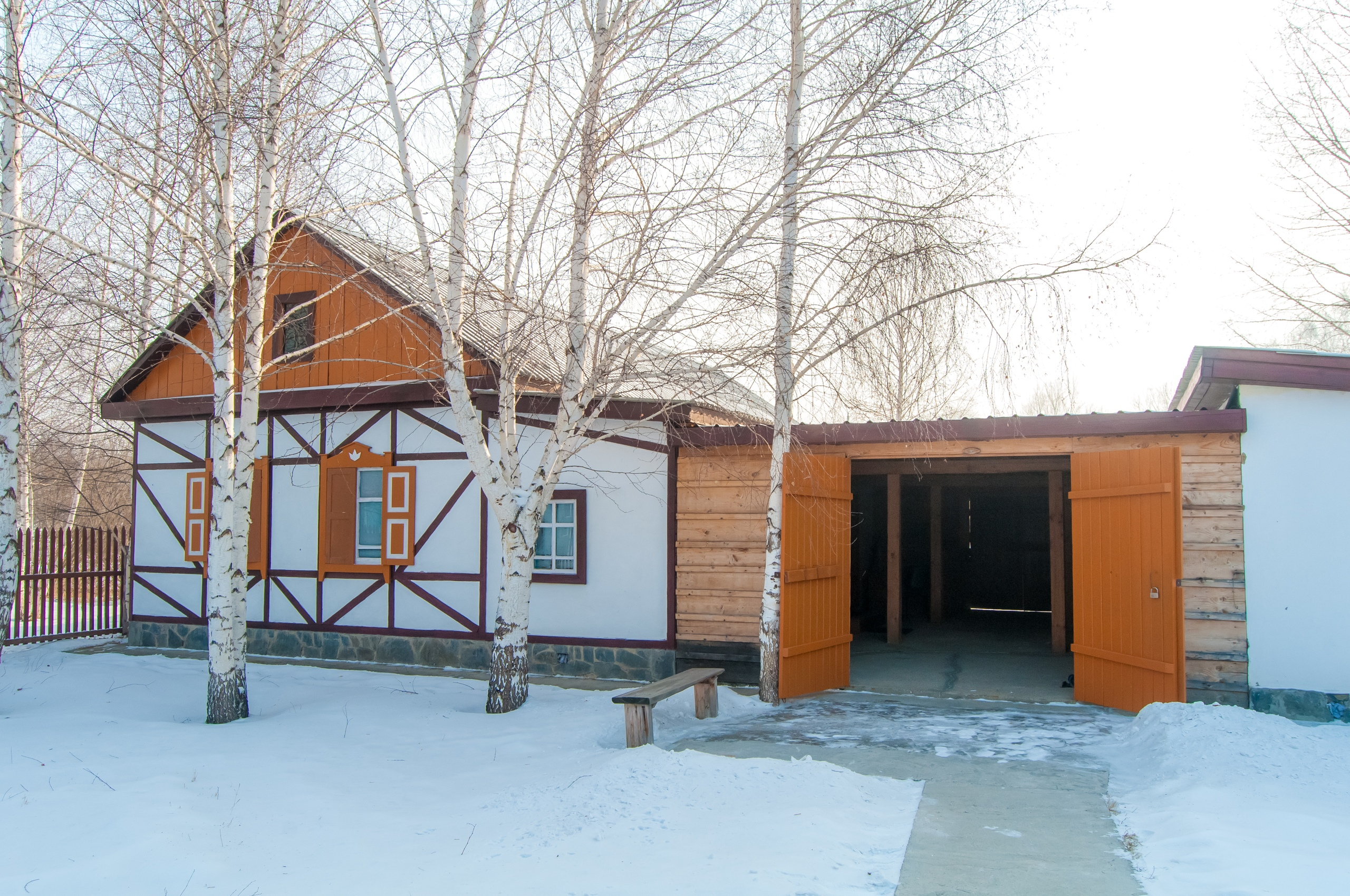
Немецкая усадьба середины XX века в левобережном музейном комплексе г. Усть-Каменогорск

В августе 2008 года в ходе этнографической экспедиции, организованной участниками проекта «Дети пишут историю» с целью изучения составляющих традиционной культуры немецкого этноса, была подробно исследована планировка домов в немецких посёлках. Так, в сёлах Шункырколь, Мариновка и Нелюбинка схема улиц во многом совпадала: это две параллельно расположенные асфальтированные улицы с расстоянием 400—500 метров друг от друга, соединенные между собой несколькими переулками. В сёлах использована традиционная схема планировки немецкого дома: в центре кухня, с одной стороны в стену встроена печь-голландка, с другой — круглая печь, справа и слева большие комнаты.
В 2010 году в левобережном музейном комплексе г. Усть-Каменогорска была организована немецкая усадьба середины XX века, восстановленная по плану дома немцев-спецпереселенцев села Герасимовка Уланского района. Вещи для усадьбы были переданы членами немецких семей Энгельман, Диверт, Краус, Майер, Штой, Гуангольтер и др. Усадьба состоит из жилого дома, крытого двора с погребом, колодцем и двумя хозяйственными постройками, размещенные под одной крышей. Жилой дом состоит из трёх комнат: парадной комнаты, спальни, кухни и веранды, стены комнат и потолок оштукатурены и побелены известью. С наружной стороны дом оформлен по типу фахверк (нем. Fachwerk). В кухне печь для приготовления пищи и обогрева, в парадной — печь-голландка.

## Известные немцы Казахстана

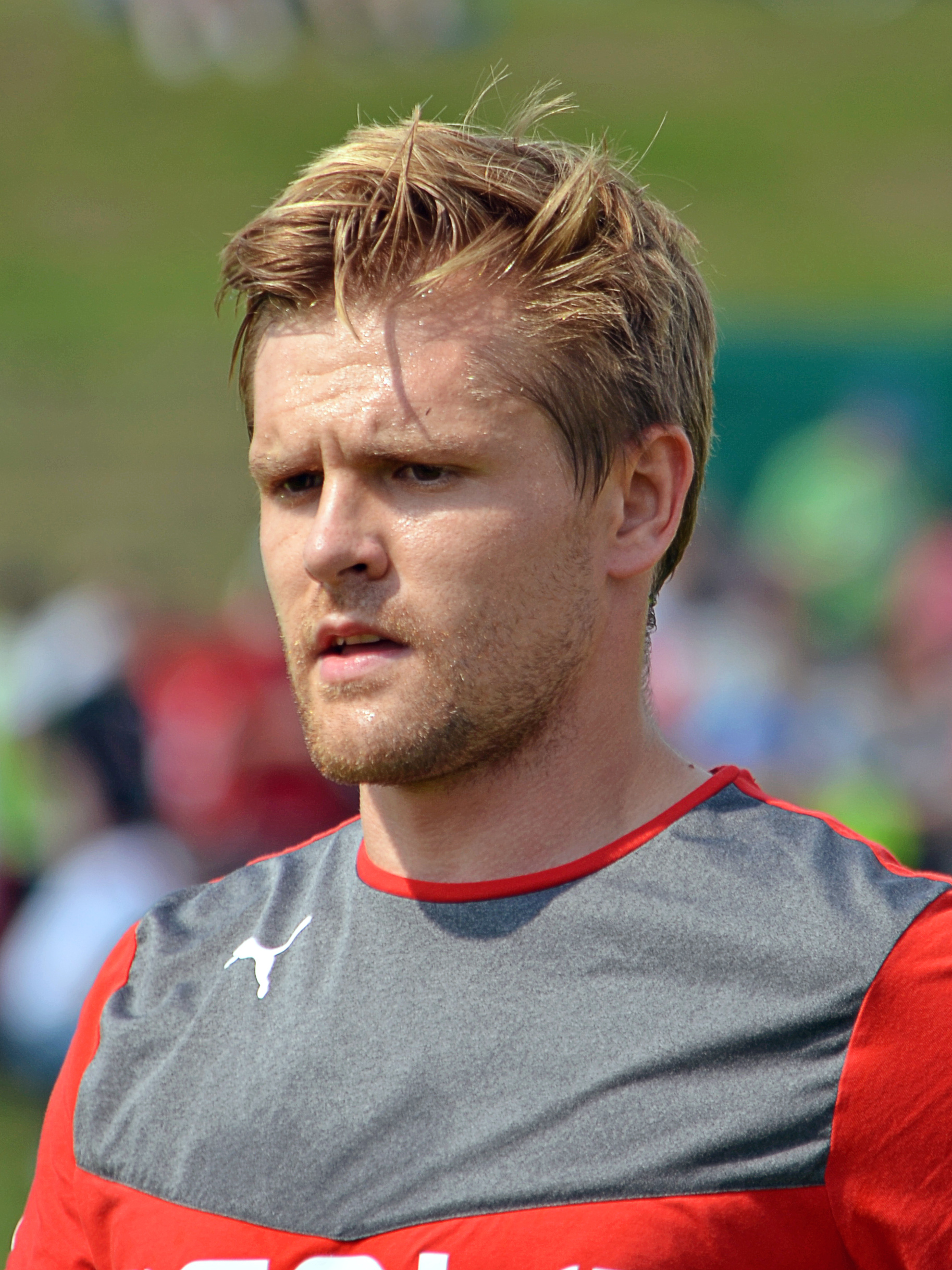
Генрих Шмидтгаль

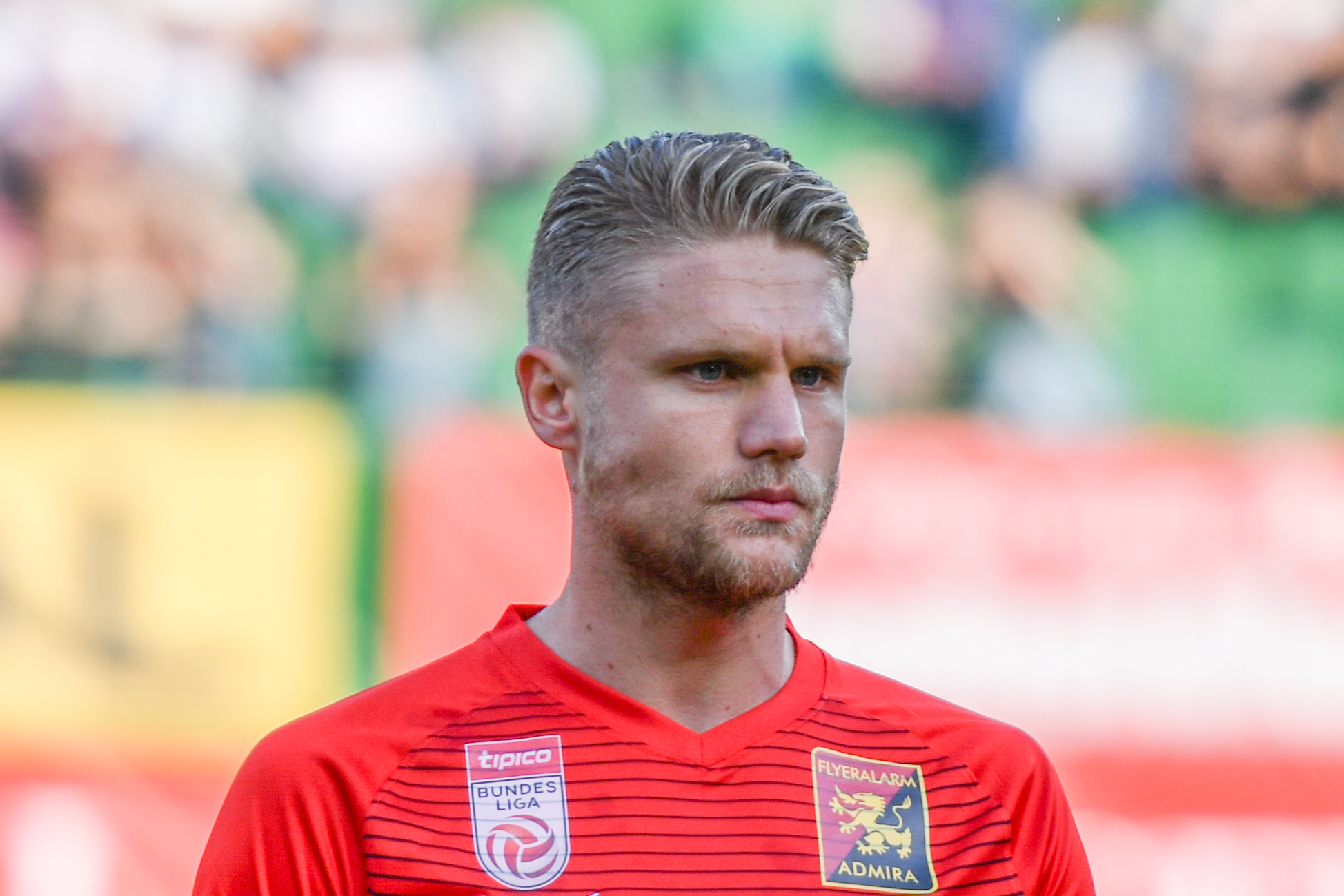
Александр Меркель

### Политика
- Браун, Андрей Георгиевич (род. 14 февраля 1937 — 4 июня 2022) — руководитель Целиноградской области (1986—1997).
- Мейстер, Виктор Викторович (22 декабря 1947 года — 12 февраля 2021) — советник акима Костанайской области (2013—2016), первый заместитель акима Костанайской области (1999—2013)[217].
- Гартман, Владимир Карлович (18 августа 1947) — аким Акмолинской области (1997—1998), глава администрации, аким Северо-Казахстанской области (1992—1997)[218].
- Денинг, Николай Яковлевич (23 июля 1951 — 25 сентября 2021) — аким города Степногорск (1999—2004), города Рудный (2004—2011).
- Аман, Евгений Иосифович (12 мая 1952) — первый заместитель акима Костанайской области (2013—2016), ответственный секретарь Министерства сельского хозяйства Республики Казахстан (2009—2013)[219].
- Геллерт, Наталья Владимировна (20 марта 1953 года) — депутат Мажилиса Парламента Республики Казахстан (2007—2012), член Комитета по международным делам, обороне и безопасности[220].
- Каппель, Егор Яковлевич (24 ноября 1957) — депутат Мажилиса Парламента Республики Казахстан (2007—2016), заместитель акима Акмолинской области (2017—2018)[221].
- Меркель, Иоган Давидович (21 сентября 1958) — член Конституционного Совета Республики Казахстан (2017—2022), первый заместитель Генерального прокурора Республики Казахстан (2008—2017), депутат Сената Парламента Республики Казахстан (2005—2008)[222].
- Рау, Альберт Павлович (1 сентября 1960) — Заместитель Председателя Мажилиса Парламента Республики Казахстан (с 26 марта 2023 года), первый Вице-министр по инвестициям и развитию Республики Казахстан (2016—2017), первый вице-министр индустрии и новых технологий Республики Казахстан (2010—2014), аким Акмолинской области (2008—2010), заместитель акима Костанайской области (2004—2008), аким города Лисаковск (1994—2004)[223].
- Беккер, Владимир Робертович (18 сентября 196) — председатель Комитета по чрезвычайным ситуациям МВД Республики Казахстан (2016—2020)[224].
- Больгерт, Евгений Андреевич (21 июня 1984) — депутат Сената Парламента Республики Казахстан (с 23 января 2023 года)[225], секретарь комитета по конституционному законодательству, судебной системе и правоохранительным органам[226]. Председатель Попечительского совета Общественного фонда «Возрождение» (с 20 ноября 2021 года)[18].

Россия
- Лайкам, Константин Эмильевич (15 февраля 1957) — председатель Межгосударственного статистического комитета СНГ (с 1 июня 2022 года).
- Греф, Герман Оскарович (8 февраля 1964) — председатель правления публичного акционерного общества «Сбербанк России» (с 28 ноября 2007 года)[227].
- Юнеман, Роман Александрович (3 апреля 1995) — глава общественно-политического движения «Общество.Будущее».

Германия
- Цетрик, Генрих[нем.] (нем. Heinrich Zetrik,12 мая 1957) — депутат 18 созыва бундестага от партии «Христианско-демократический союз» (2013—2017).
- Гердт, Вальдемар (нем. Waldemar Herdt, 28 ноября 1962) — депутат 19 созыва бундестага от партии «Альтернатива для Германии» (АдГ) из федеральной земли Нижняя Саксония (2017—2021).
- Маурер, Андреас (нем. Andreas Maurer, 5 января 1970) — депутат партии «Левая» (нем. Die Linke) (2011—2019), почтальон.
- Шмидт, Евгений (нем. Eugen Schmidt, 23 октября 1975) — депутат бундестага от партии «Альтернатива для Германии» от земли Северный Рейн-Вестфалия с 26 октября 2021 года, уполномоченный по правам русских в Германии.

Кыргызстан
- Дилль, Валерий Исидорович[нем.] (20 сентября 1953) — советник Премьер-министра Кыргызской Республики на общественных началах (с 9 июля 2016)[228], вице-премьер-министр по экономике и инвестициям Кыргызской Республики (2014—2016)[229]. Председатель Народного совета немцев Кыргызстана (с 1993)[230].

### Общественная жизнь и культура
- Пфеффер, Нора Густавовна (31 декабря 1919 — 15 мая 2012) — немецкая советская поэтесса, переводчица и эссеистка. Возглавляла немецкое радио Казахской ССР и немецкую секцию издательства «Казахстан».
- Шиллер, Александр Иванович (28 мая 1922 — 28 декабря 1985) — хоровой дирижёр, музыкальный педагог, заслуженный работник культуры Казахской ССР (1972).
- Геринг, Яков Германович (20 февраля 1932 — 21 ноября 1984) — советский хозяйственный деятель, зоотехник, организатор сельскохозяйственного производства в Казахской ССР.
- Бельгер, Герольд Карлович (нем. Herold Belger, 28 октября 1934 — 7 февраля 2015) — казахстанский переводчик, прозаик, публицист, литературовед.
- Дедерер, Александр Фёдорович (26 января 1954) — первый председатель Ассоциации общественных объединений немцев Казахстана «Возрождение» (1992—2017)[231].
- Фитц, Александр Владимирович (нем. Alexander Fitz, род. 9 июня 1948) — немецкий журналист, писатель, общественный деятель.
- Фишер, Якоб (нем. Jakob Fischer,14 августа 1955) — менеджер по культуре немцев из России, живущих в Германии.
- Видеман, Олег Александрович (2 января 1966) — оперный певец, драматический тенор.
- Зейферт, Елена Ивановна (3 июня 1973) — российская поэтесса, прозаик и переводчик, литературовед, культуртрегер, литературный критик, редактор, журналист.
- Линдт, Ирина Викторовна (15 апреля 1974) — российская актриса театра и кино.
- Брейтенбихер, Дмитрий Васильевич (16 июля 1975 года) — российский банкир и финансист.
- Ортман, Ирина Викторовна (22 июля 1978) — российская эстрадная певица, телеведущая, солистка группы «Тутси» (до 2010).
- Приб, Эрвин[нем.] (нем. Erwin Prib, 22 июля 1977) — немецкий художник-постановщик.
- Луфт, Ирен[нем.] (нем. Irene Luft, 1977) — немецкий модельер.
- Петер, Ира (нем. Ira Peter, 1983) — немецкий журналист и блогер.
- Гольдт, Елена[нем.] (нем. Helena Goldt, 7 февраля 1985) — немецкая певица.
- Шаад, Дмитрий[нем.] (нем. Dimitrij Schaad, 17 сентября 1985) — немецкий актёр, сценарист и драматург.
- Баудер, Евгений[нем.] (нем. Eugen Bauder, 5 марта 1986) — немецкий модель и актёр.
- Брейнингер, Ольга Александровна (30 июня 1987) — российская писательница.
- Вейгандт, Артур[нем.] (нем. Artur Weigandt, 1994) — немецкий журналист и писатель.

### Спорт
- Айрих, Эдуард Фердинандович (нем. Eduard Airich, 20 ноября 1918 — 18 января 1983) — советский тренер по хоккею с мячом и хоккею на траве.
- Ригерт, Давид Адамович (12 марта 1947) — неоднократный чемпион мира, Европы, СССР по тяжёлой атлетике, чемпион Олимпийских игр (1976).
- Нейштетер, Пётр Петрович (нем. Peter Neustädterрод. 16 февраля 1966) — советский, немецкий футболист, полузащитник, выступал за Сборную Казахстана по футболу.
- Нидергаус, Владимир Викторович (13 августа 1967) — советский, российский, казахстанский футболист, нападающий, выступал за Сборную Казахстана по футболу.
- Гааг, Дмитрий Владимирович (20 марта 1971) — казахстанский триатлонист, чемпион мира 1999 г., тренер, заслуженный мастер спорта Республики Казахстан (1999).
- Рифель, Вадим Владимирович (19 февраля 1979) — казахстанский и немецкий хоккеист, левый нападающий.
- Шмидтгаль, Генрих Эдуардович (нем. Heinrich Schmidtgal, род. 20 ноября 1985) — немецкий и казахстанский футболист, полузащитник, выступал за Сборную Казахстана по футболу.
- Зейц, Андрей Сергеевич (14 декабря 1986) — казахстанский шоссейный велогонщик.
- Фукс, Алёна Борисовна (1 мая 1987) — казахстанская хоккеистка, центральная нападающая клуба «Айсулу» и сборной Казахстана.
- Эрбес, Вячеслав Иванович (14 апреля 1988) — казахстанский футболист, полузащитник, выступал за сборную Казахстана.
- Энгель, Константин (нем. Konstantin Engel, 27 июля 1988) — казахстанский и немецкий футболист,  защитник клуба «Еддело».
- Рейхерд, Дмитрий Александрович (8 января 1989) — казахстанский фристайлист.
- Меркель, Александр Васильевич (нем. Alexander Merkel, род. 22 февраля 1992) — немецкий и казахстанский футболист, полузащитник иранского клуба «Нассаджи Мазандаран».
- Браун, Максим Валерьевич (16 апреля 1993) — казахстанский биатлонист.
- Линдер, Альберт Алексеевич (13 января 1996 — 17 сентября 2021) — казахстанский тяжелоатлет, чемпион Азии 2017 года в весовой категории до 69 кг.
- Гренц, Дмитрий Игоревич (10 июня 1996) — казахстанский хоккеист, центральный нападающий клуба «Хумо» и сборной Казахстана.
- Бауэр, Кирилл[нем.] (31 августа 2000) — казахстанский биатлонист.

Германия
- Борн, Олег[нем.] (нем. Oleg Born, 4 июня 1968) — немецкий футболист.
- Кронхардт, Вилли (нем. Willi Kronhardt, 17 февраля 1969) — немецкий футбольный тренер и скаут.
- Айрих, Константин (нем. Konstantin Airich, 4 ноября 1978) — немецкий боксёр-профессионал, выступавший в тяжёлой весовой категории.
- Ааб, Виталий Владимирович (нем. Vitalij Aab, 14 ноября 1979) — немецкий хоккеист, нападающий.
- Менцер, Ина[нем.] (нем. Ina Menzer, 10 ноября 1980) — немецкий профессиональный боксёр.
- Кочнев, Дмитрий Александрович (нем. Dimitrij Kotschnew, 15 июля 1981) — немецкий и российский хоккеист, вратарь.
- Гуткнехт, Эдуард (нем. Eduard Gutknecht, 19 марта 1982) — немецкий боксёр второй средней и полутяжёлой весовых категорий.
- Петцольд, Дмитрий Андреевич (нем. Dimitri Pätzold, род. 3 февраля 1983) — немецкий хоккеист, вратарь клуба «Штраубинг Тайгерс».
- Бланк, Захар[нем.] (нем. Sachar Blank, 10 июля 1985) — немецкий хоккеист, левый нападающий «Ганновер Скорпионс».
- Юдт, Юри (нем. Juri Judt, 24 июля 1986) — немецкий футболист, полузащитник клуба «Рот-Вайсс» из Эрфурта.
- Дитрих, Роберт Генрихович (нем. Robert Dietrich, 25 июля 1986 — 7 сентября 2011) — немецкий хоккеист, защитник, выступал за Сборную Германии по хоккею.
- Каримов, Сергей Валерьевич (нем. Sergej Karimow, 21 декабря 1986 — 24 декабря 2019) — немецкий футболист.
- Шмидт, Елена (нем. Elena Schmidt, 1988) — немецкая фотомодель.
- Ланглиц, Александр (нем. Alexander Langlitz, 15 февраля 1991) —  немецкий футболист, правый защитник клуба «Шпортфройнде» из Лотте.
- Евсеев, Вилли (нем. Willi Evseev, 14 февраля 1992) — немецкий футболист, полузащитник клуба «Меппен».
- Бауэр, Роберт (нем. Robert Bauer, 9 апреля 1995) — немецкий футболист, защитник бакинского «Нефтчи».
- Церникель, Олег[нем.] (нем. Oleg Zernikel, 16 апреля 1995) — немецкий прыгун с шестом.
- Бергер, Роберт[нем.] (нем. Robert Berger, 7 ноября 1996) — немецкий футболист, защитник клуба «Галлешер».

### Наука
- Крюгер, Валерий Августович (2 января 1890 — 25 марта 1958) — советский ботаник, геоботаник, профессор.
- Классен, Виктор Корнеевич (3 апреля 1934 — 7 сентября 2020) — учёный в области технологии производства цемента, доктор технических наук.
- Пляйс, Яков Андреевич (16 февраля 1944) — оветский и российский учёный, доктор исторических наук (1992), доктор политических наук (2009), профессор.
- Зайберт, Виктор Фёдорович (1947 — 20 апреля 2022) — казахстанский археолог, первооткрыватель и исследователь Ботайской культуры.
- Боос, Эдуард Эрнстович (6 мая 1958) — советский и российский физик, доктор физико-математических наук, профессор.
- Кригер, Виктор (нем. Viktor Kriger, род. 1959) — исследователь российских немцев, доктор философии.

### Религия
- Верт, Иосиф Иванович (4 октября 1952) — католический епископ, иезуит, ординарий Преображенской епархии в Новосибирске.
- Мессмер, Николай Геранимович (нем. Nikolaus Messmer, 19 декабря 1954 — 18 июля 2016) — католический епископ, иезуит, ординарий апостольской администратуры Кыргызстана.
- Шнайдер, Атаназиус (нем. Athanasius Schneider, 7 апреля 1961) — римско-католический епископ, вспомогательный епископ Архиепархии Пресвятой Девы Марии в городе Астана с 5 февраля 2011 года.
- Мессмер, Отто Геранимович (нем. Otto Messmer, 14 июля 1961 — 28 октября 2008) — советский, российский и казахстанский римско-католический священник, глава иезуитов стран СНГ (2002—2008).

### Другое
- Майданов, Николай Саинович (7 февраля 1956 — 28 января 2000) — советский, казахстанский и российский военачальник, Герой Советского Союза, Герой Российской Федерации (один из четырёх человек, удостоенных обоих званий), полковник[232].
- Schokk (11 декабря 1980) — русскоязычный рэпер и рок-исполнитель, один из создателей баттл-рэпа на русском языке, художник.
- Гердт, Александр Александрович (11 февраля 1981 — 1 марта 2000) — российский десантник, гвардии ефрейтор, Герой Российской Федерации (2000, посмертно)[233].